# フォティス・コントグルー
フォティス・コンドグルー（ギリシア語: Φώτης Κόντογλου, 本名：ギリシア語: Φώτιος Αποστολέλης, フォティオス・アポストレリス、1895年 アイヴァリ（Αϊβαλί） - 1965年 アテネ）は、ギリシャ人の作家・画家・イコン画家。日本語媒体では英語の影響を受けた転写としてフォティオス・カンタグルウとまたコントグルーの表記もみられる。
20世紀になり、それまで西欧の影響を受けていた正教会のイコンに、ビザンティンのイコン表現を復興させる流れが起きたが、コンドグルーはその先駆者として、イコン画家としても活躍した。

## 生涯
フォティス・コンドグルーは父：ニコラオス・アポストレリス（Νικολάος Αποστολέλλης）と母：デスピナ・コンドグルー（Δέσποινα Κόντογλου）のもとに生まれた。
フォティスは母デスピナと、叔父：ステファノス・コンドグルーに育てられたが、ステファノスは近隣のアギア・パラスケヴィ修道院の修道院長であった。少年時代をフォティスは修道院、海で、漁師達と共に過ごした。1913年、アテネ芸術学校（Athens School of Fine Arts）に入学。1915年から、スペイン、フランス、ポルトガル、アンゴラといった各地への旅行に多くの時間を割いた。のちにパリに移住。
しかしながら、すぐにフォティスは小アジアに戻り、家族を訪れる。そこで1922年の事件に直面し、ギリシャに難民として戻る。1923年に、フォティスはアトス山の修道院で幾ばくかの時を過ごし、そこでビザンティンイコンの技法を見出した。2年後、フォティスと同じくエヴァリ出身のマリア・ハチカンブーリと結婚した。
1933年に、エジプト政府からコプト博物館で働くために招請される。しかしフォティスはアテネに留まり、アテネ大学で絵画のクラスを担当した。弟子の中には何人かの重要な近代ギリシャの画家が含まれている。

## 芸術
フォティス・コンドグルーの作品が最初に注目されたのはパリ在住時代のことである。ここで彼はクヌート・ハムスンの作品『飢え』のための挿絵で賞を得たが、コンドグルーが有名になったのは自著『ペドロ・カザス（Pedro Kazas）』のための挿絵によってである。
コンドグルーは大変多作な芸術家であった。熱心な正教徒であり、ビザンティン時代、およびビザンティン以降の教会におけるイコンの伝統を再導入するにあたって、全ての作品が宗教画ではなかったにもかかわらず、コンドグルーは強い影響力をもった。コンドグルーはミストラスのペリヴレプトス教会のフレスコ画の修復に携わっている。さらにコンドグルーは、ギリシャ全土にわたって様々な教会でフレスコ画を描いている。その中にはアテネのパナギア・カプニカレア聖堂（ギリシア語: Εκκλησία της Παναγίας Καπνικαρέας）のものも含まれる。アテネのホールに、コンスタンディヌーポリ総主教達の記念碑的なフレスコ画も描いた。
ヤニス・ツァルーヒス（Γιάννης Τσαρούχης）、ニコス・エンゴノプーロス（Νίκος Εγγονόπουλος）と共に、コンドグルーは自宅の壁に絵を描いている。現在、これらの絵はアテネ民族芸術美術館（National Gallery）で見る事が出来る。
コンドグルーは様々な文学作品、随筆作品も書いている。